# Mercedes-Benz EQE
A Mercedes-Benz EQE (belső jelölése: V 295) a Mercedes-Benz csoport felső középkategóriájába tartozó akkumulátoros elektromos autótípus.

## Háttér
A méretek hasonlóak a 257-es sorozat jelenlegi CLS-osztályához, de az EQE a Mercedes-Benz EQ almárkához van rendelve. Az EQE a Mercedes-Benz E-osztály elektromos megfelelője. A járművet 2021. szeptember 5-én, a Müncheni Autószalonon mutatták be először. A piaci bevezetésre 2022 közepén került sor.
A 2022. október 16-án bemutatott Mercedes-Benz EQE SUV ugyanazt a műszaki alapot használja.

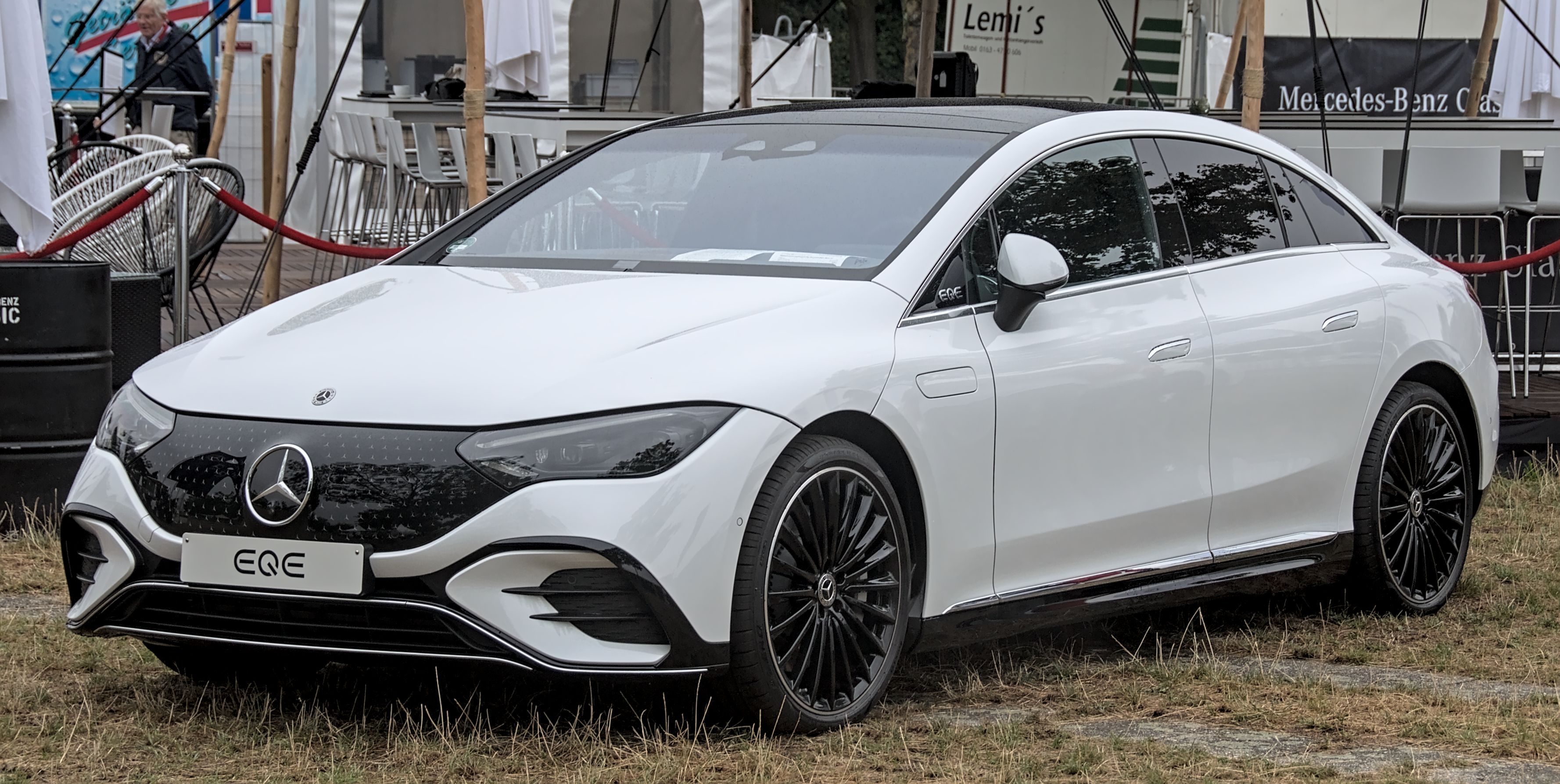
Elölnézetből
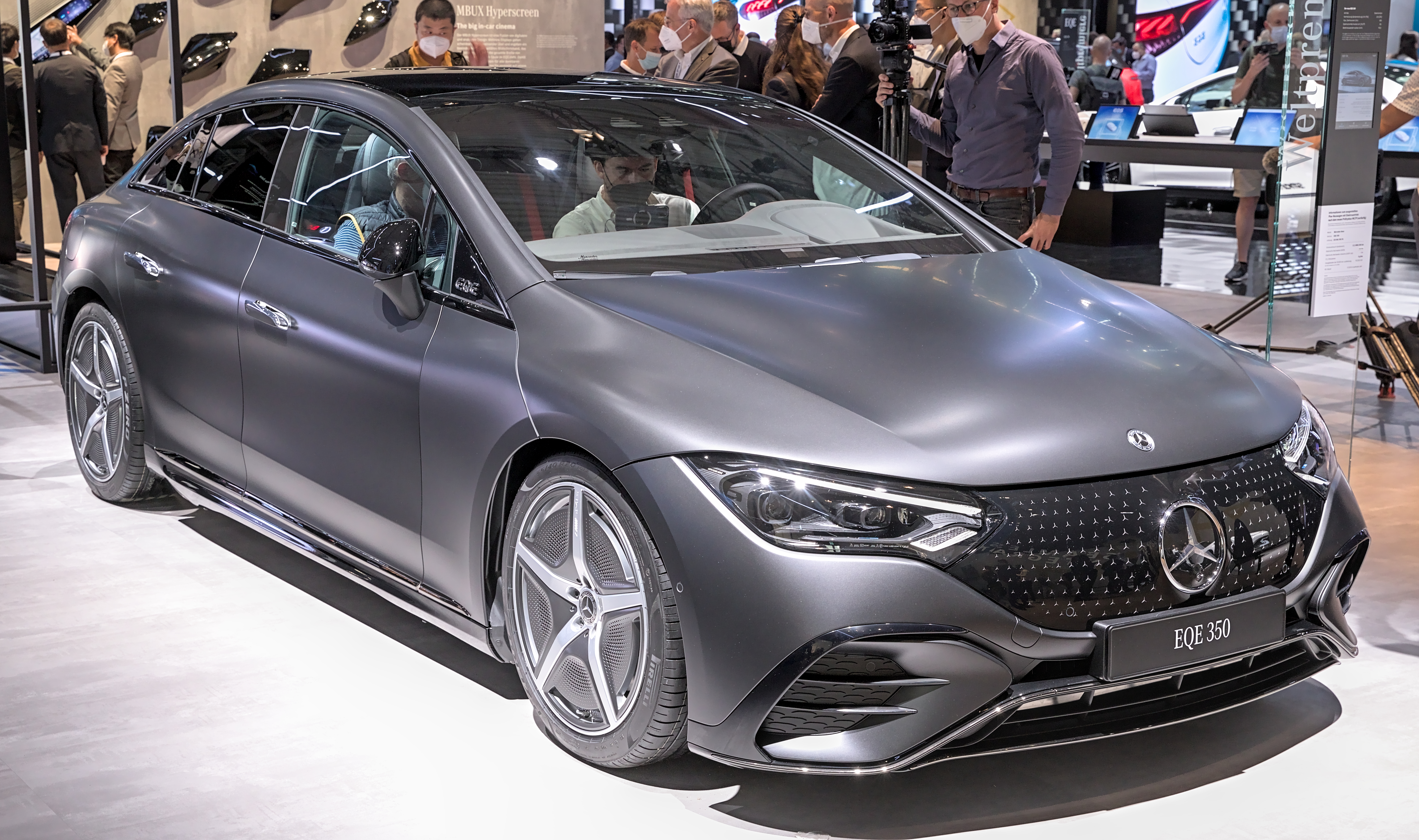
Elölnézetből
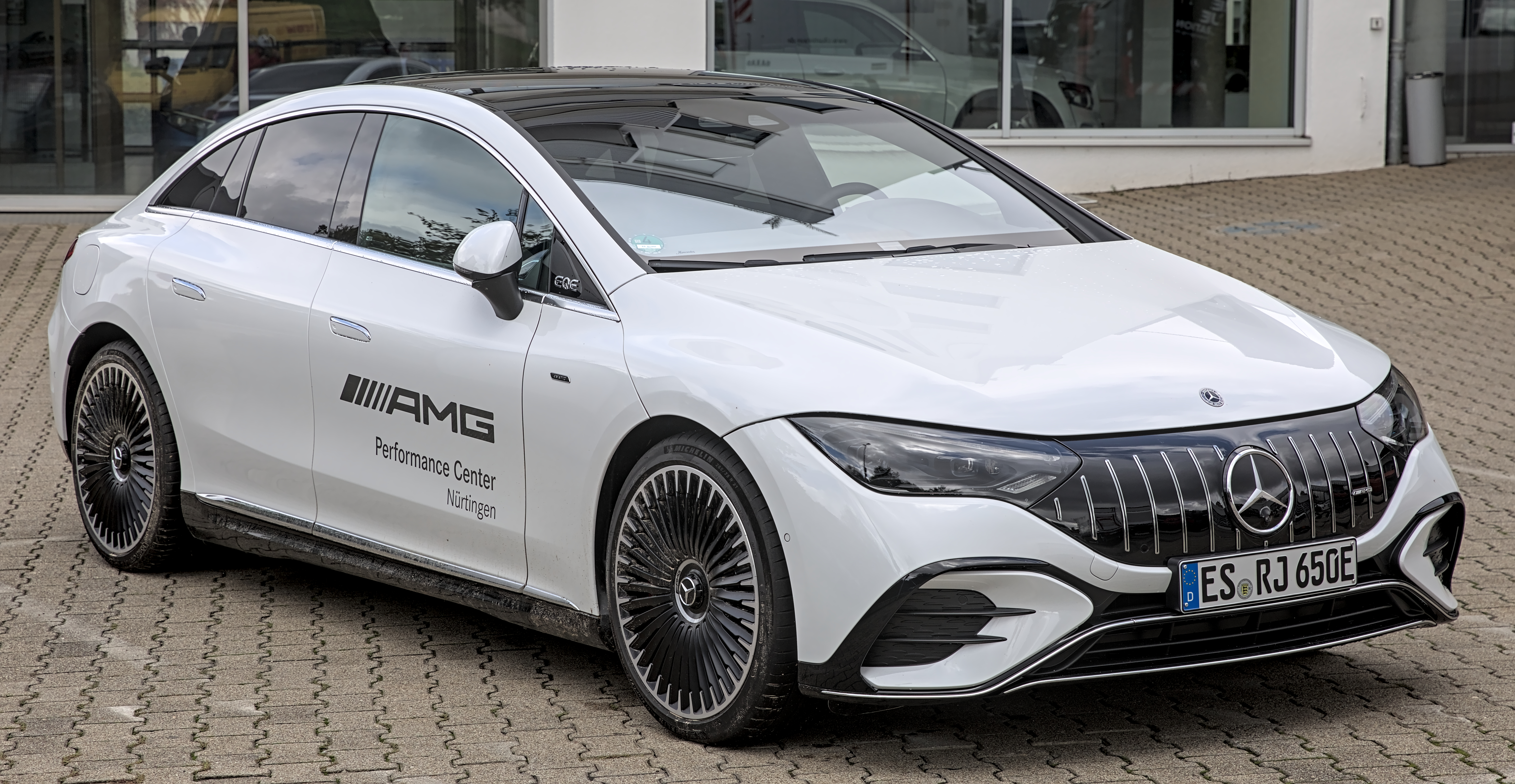
Elölnézetből
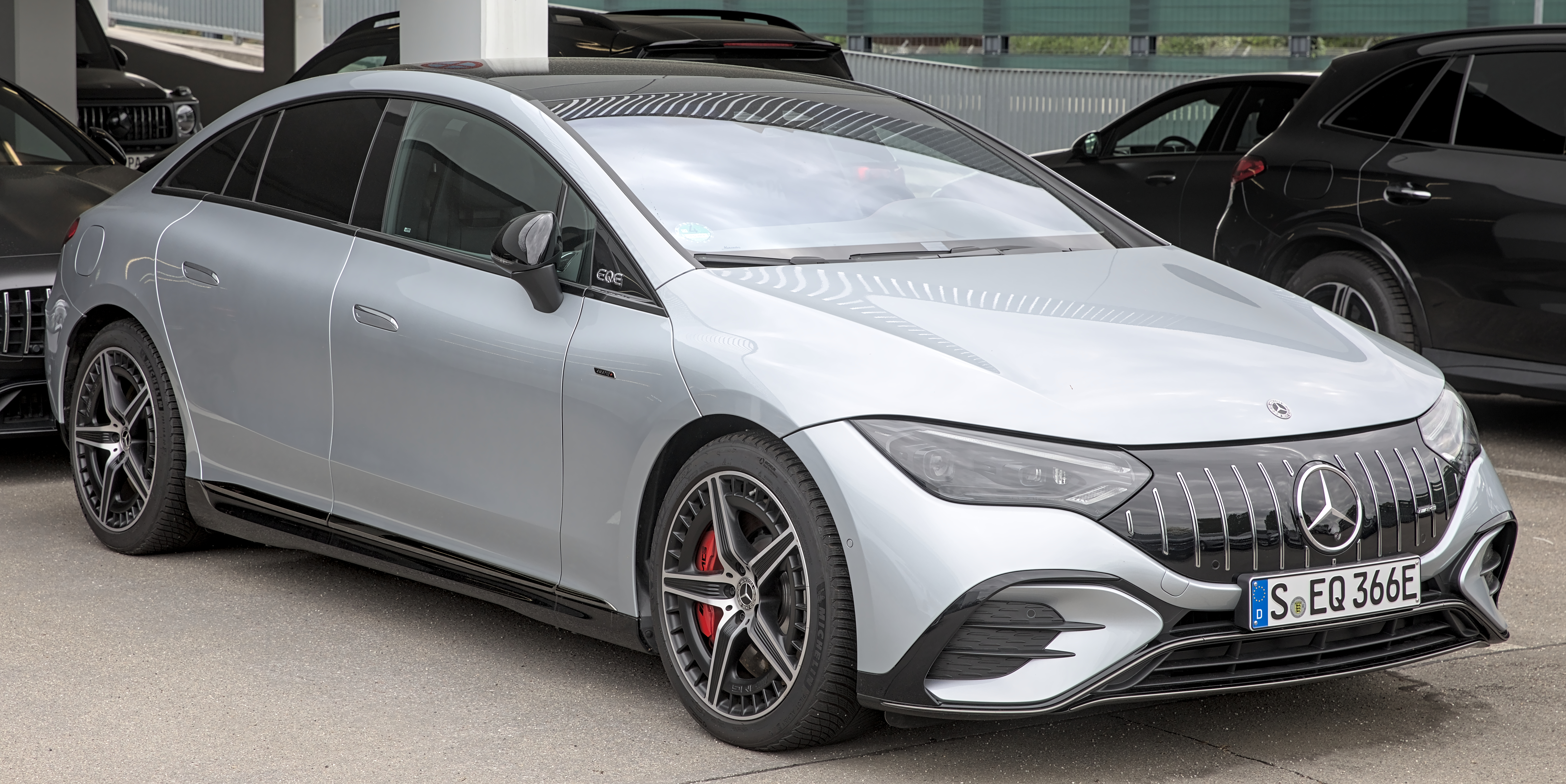
Elölnézetből
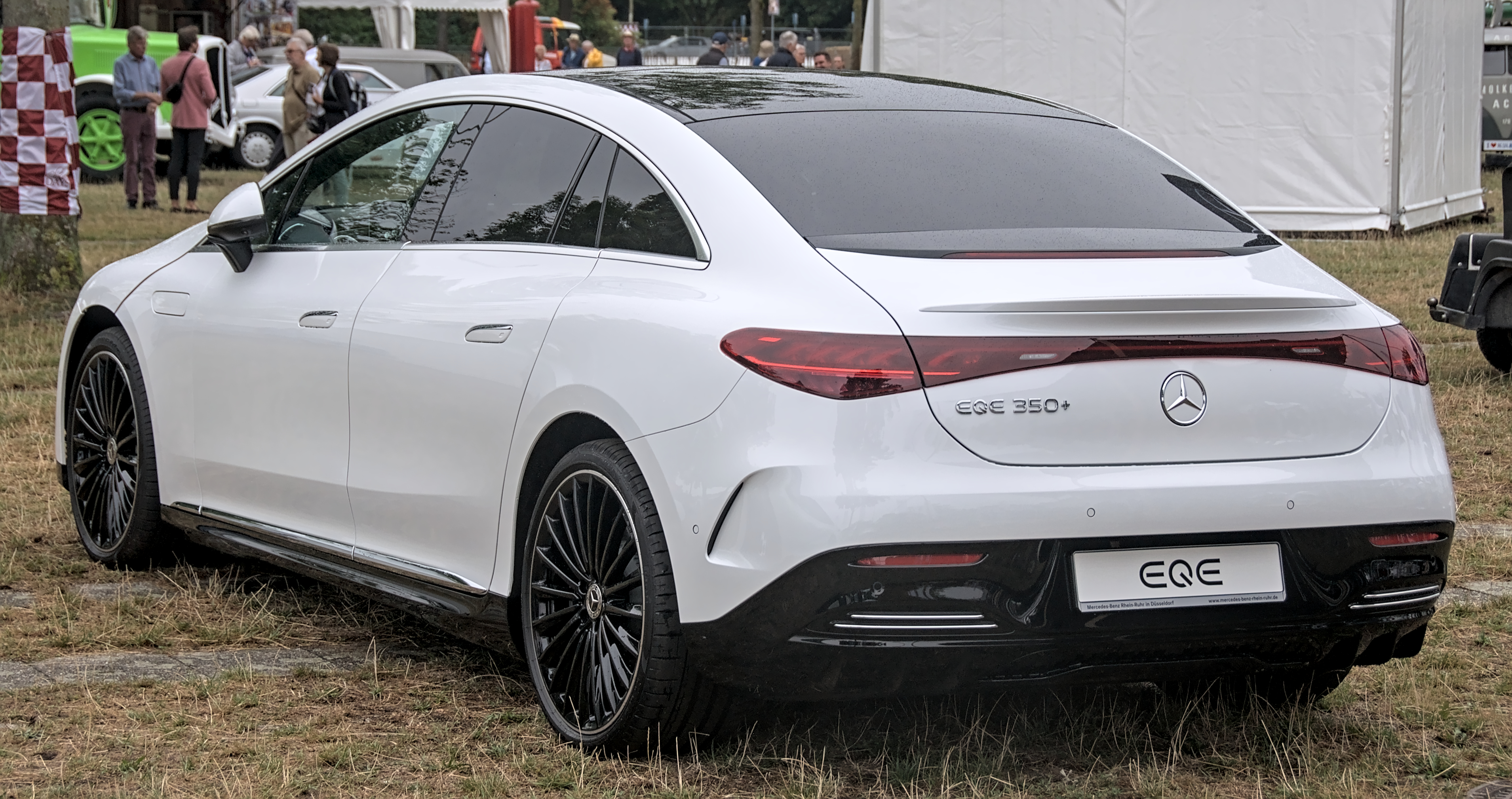
Hátulnézetből
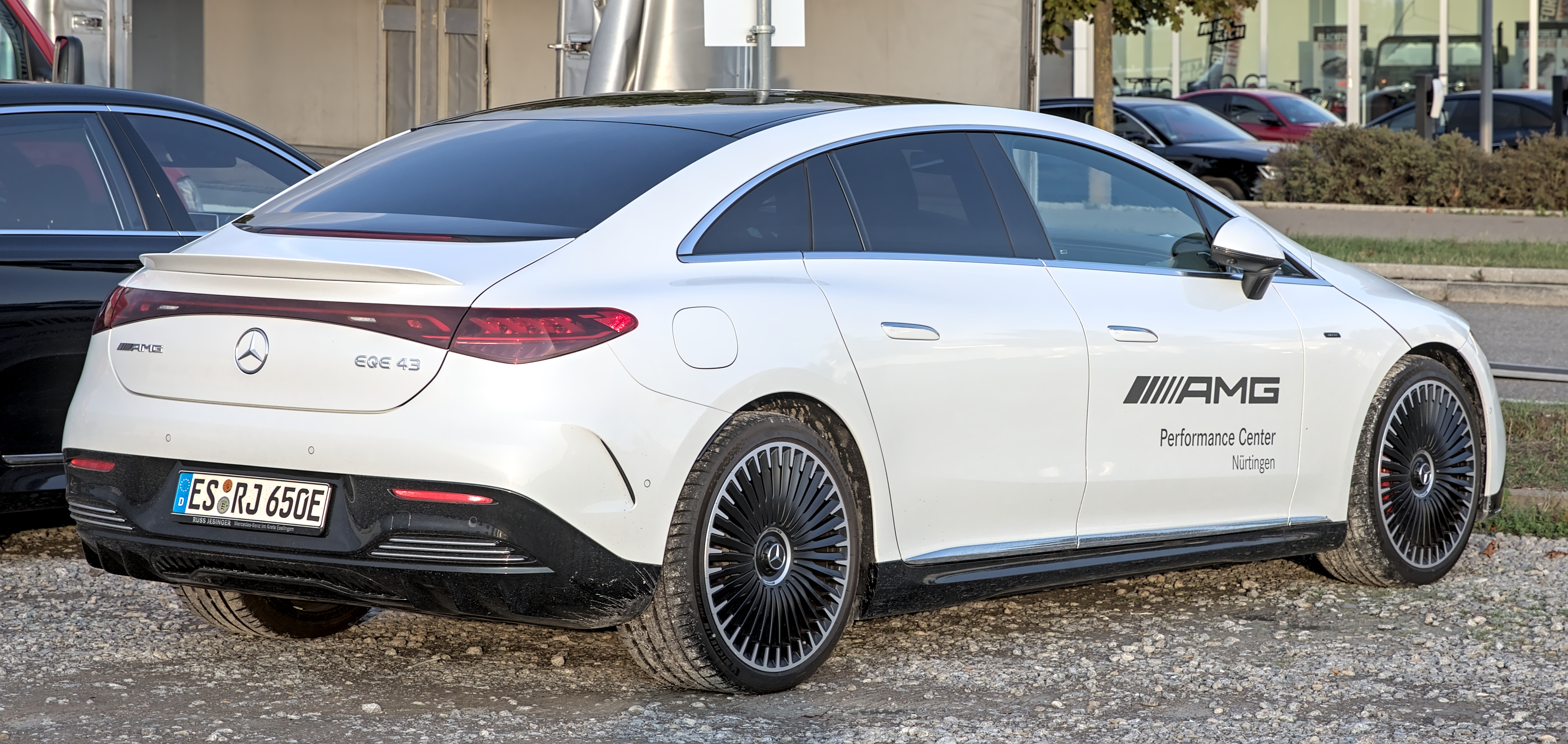
Hátulnézetből
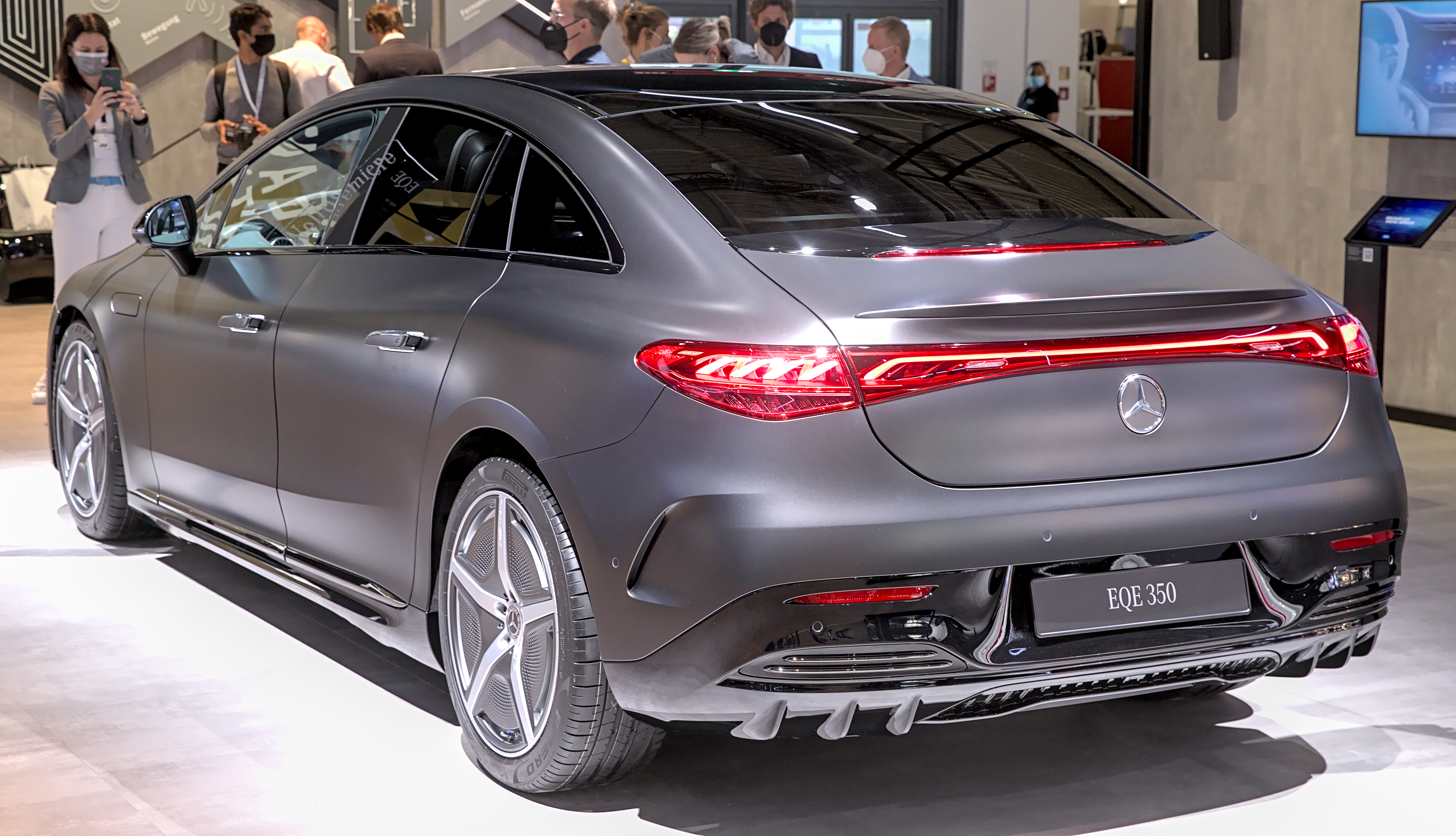
Hátulnézetből
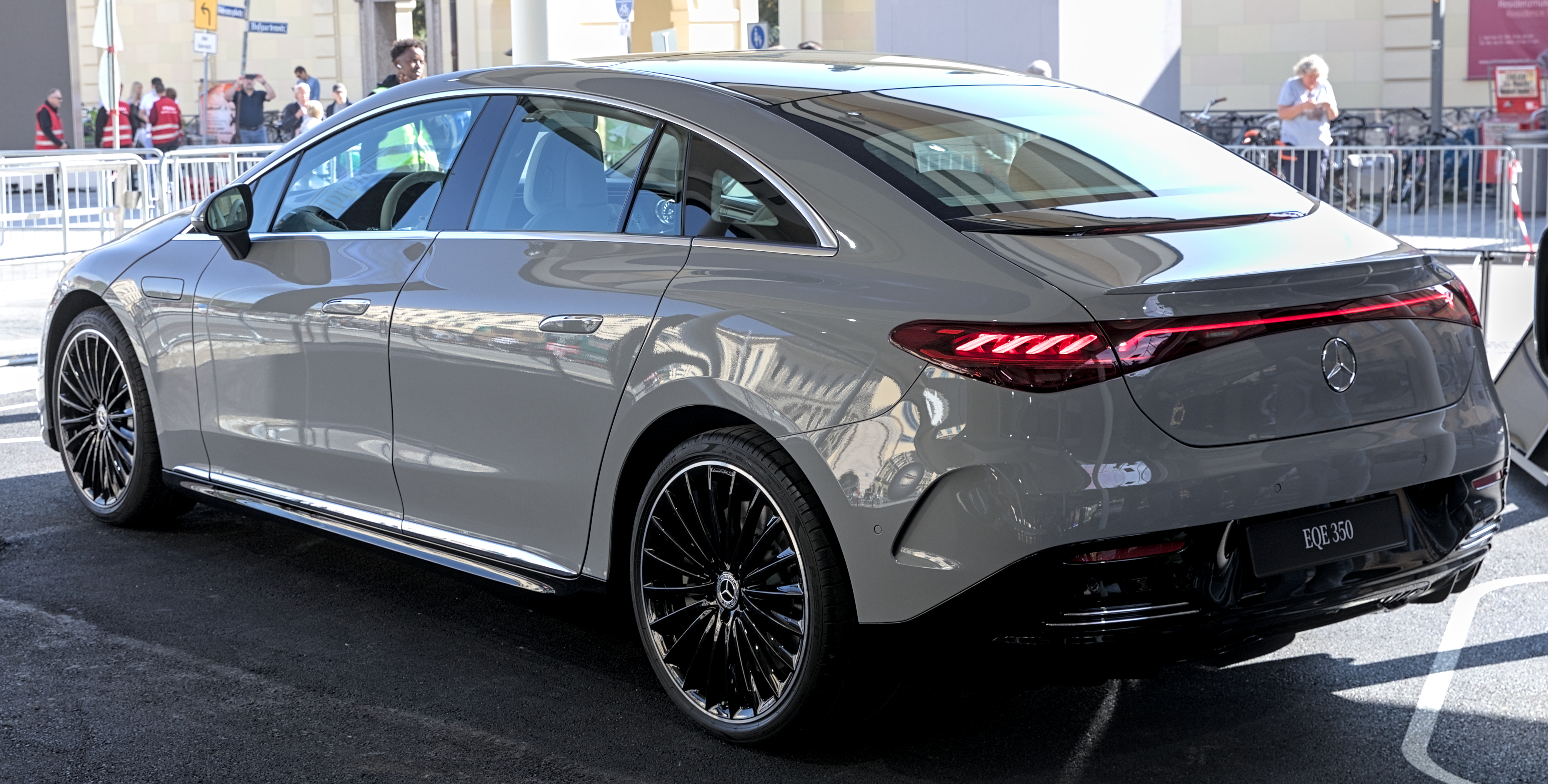
Hátulnézetből
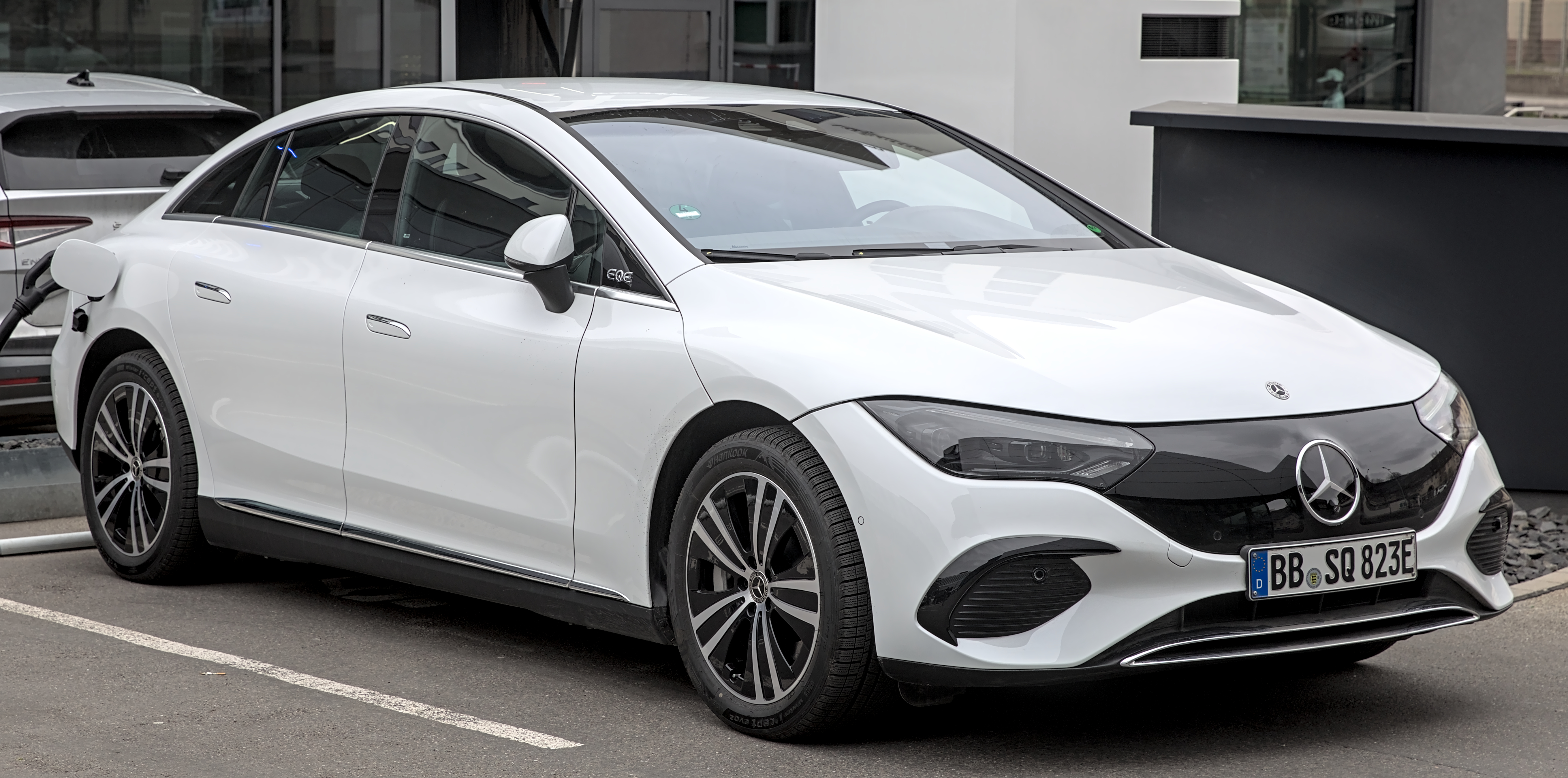
Egy Mercedes-Benz EQE töltés közben
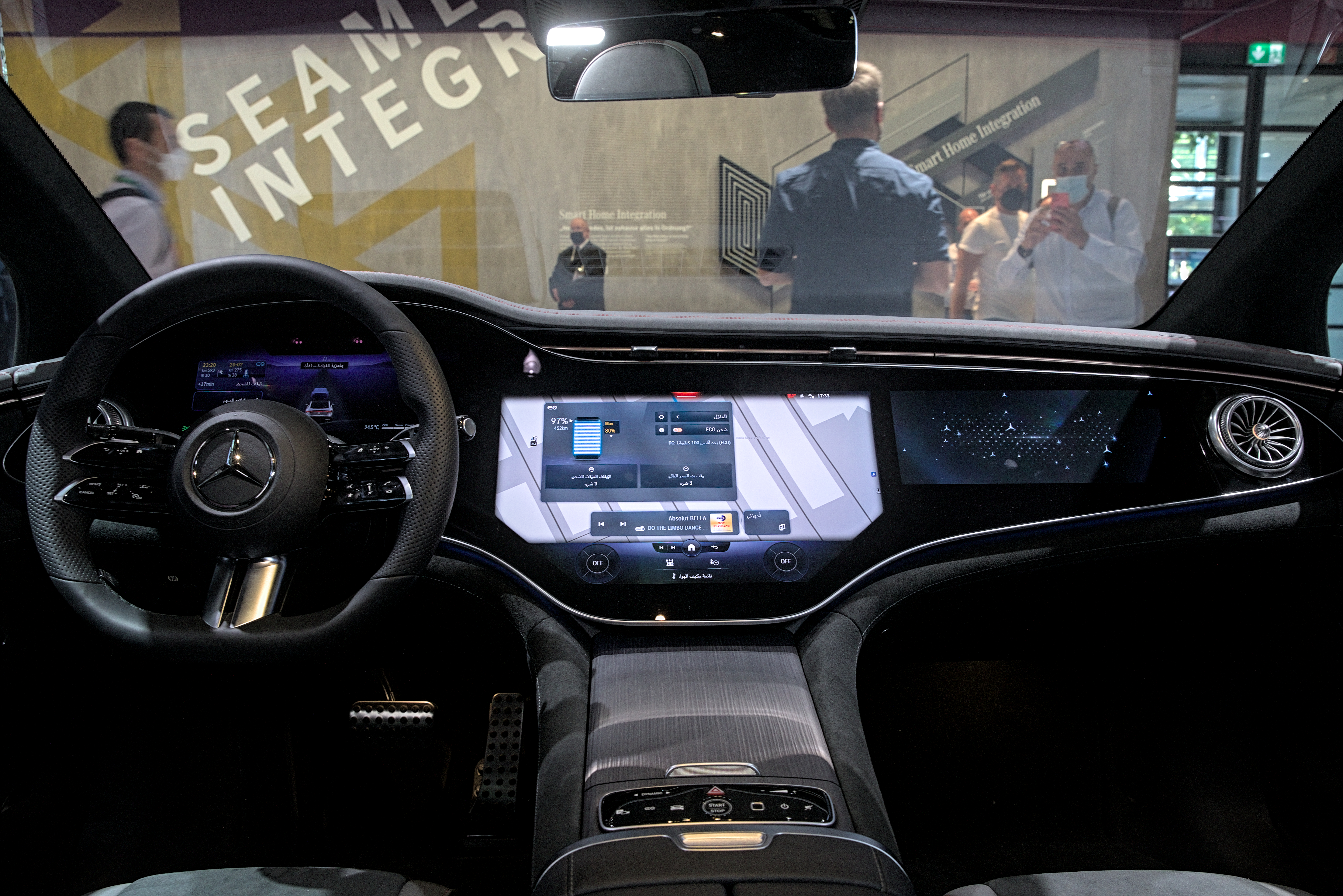
A Mercedes-Benz EQE belső tere
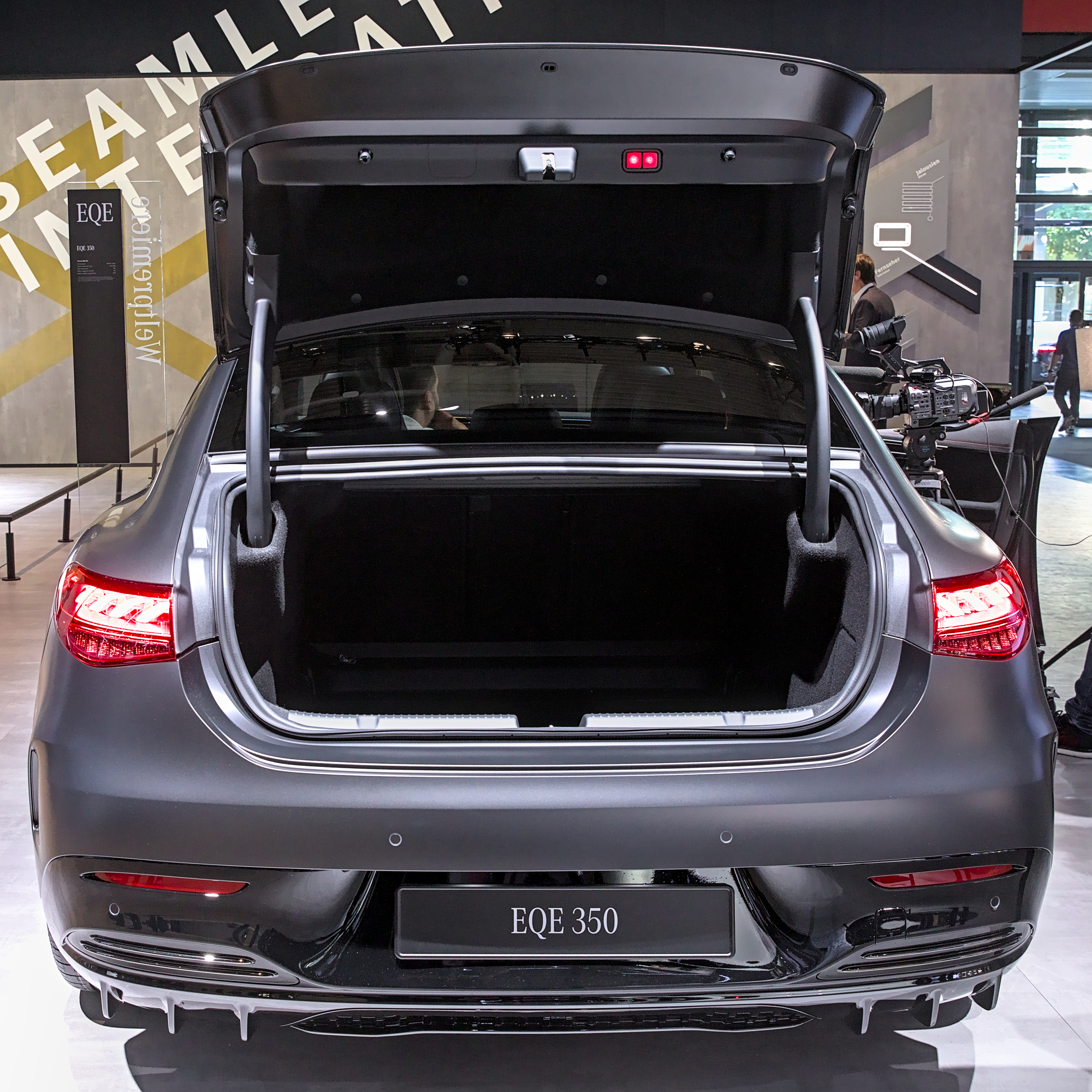
A Mercedes-Benz EQE csomagtartója

## Különbségek a Mercedes-Benz EQS-től
A jármű megosztja a műszaki platformot a Mercedes-Benz EQS-sel és annak számos (opcionális) funkciójával, mint például a hiperképernyő, a légrugózás, stb. A kisebb méretek mellett azonban van néhány jelentős eltérés:
- fix hátsó ablak és csomagtérfedél a nagy csomagtérajtó helyett
- maximális akkumulátorméret 90 kWh[6]
- nincs fénycsík az elején

2022 őszén az Euro NCAP tesztelte az EQE járműbiztonságát. Öt csillagot kapott a lehetséges ötből.

## Műszaki adatok
|                                        | EQE 300                                  | EQE 350                                  | EQE 350 4Matic                           | EQE 350+                                 | EQE 500 4Matic                           | AMG EQE 43 4Matic                        | AMG EQE 53 4Matic+                       | AMG EQE 53 4Matic+ Dynamic Plus          |
| Gyártási időszak                       | 2022. júliustól                          | 2022. júliustól                          | 2022. júliustól                          | 2022. március – 2022. július             | 2022. júliustól                          | 2022. márciustól                         | 2022. júliustól                          | 2022. júliustól                          |
| Motor jellemzői                        |                                          |                                          |                                          |                                          |                                          |                                          |                                          |                                          |
| A motor típusa                         | hátsó villanymotor                       | hátsó villanymotor                       | Elektromos motor elöl és hátul           | hátsó villanymotor                       | Elektromos motor elöl és hátul           | Elektromos motor elöl és hátul           | Elektromos motor elöl és hátul           | Elektromos motor elöl és hátul           |
| A motor felépítése                     | állandó mágneses gerjesztésű szinkrongép | állandó mágneses gerjesztésű szinkrongép | állandó mágneses gerjesztésű szinkrongép | állandó mágneses gerjesztésű szinkrongép | állandó mágneses gerjesztésű szinkrongép | állandó mágneses gerjesztésű szinkrongép | állandó mágneses gerjesztésű szinkrongép | állandó mágneses gerjesztésű szinkrongép |
| Max. teljesítmény                      | 180 kW                                   | 215 kW                                   | 215 kW                                   | 215 kW                                   | 300 kW                                   | 350 kW                                   | 460 kW                                   | 505 kW                                   |
| Max. nyomaték                          | 550 Nm                                   | 565 Nm                                   | 765 Nm                                   | 565 Nm                                   | 858 Nm                                   | 858 Nm                                   | 950 Nm                                   | 1000 Nm                                  |
| Erőátvitel                             |                                          |                                          |                                          |                                          |                                          |                                          |                                          |                                          |
| Meghajtás                              | Hátsókerék-meghajtás                     | Hátsókerék-meghajtás                     | Összkerékmeghajtás                       | Hátsókerék-meghajtás                     | Összkerékhajtás                          | Összkerékhajtás                          | Összkerékhajtás                          | Összkerékhajtás                          |
| Paraméterek                            |                                          |                                          |                                          |                                          |                                          |                                          |                                          |                                          |
| Saját tömeg                            | 2385 kg                                  | 2385 kg                                  | 2465 kg                                  | 2355 kg                                  | 2475 kg                                  | 2525 kg                                  | 2525 kg                                  | 2525 kg                                  |
| Maximális sebesség                     | 210 km/h                                 | 210 km/h                                 | 210 km/h                                 | 210 km/h                                 | 210 km/h                                 | 210 km/h                                 | 220 km/h                                 | 240 km/h                                 |
| Gyorsulás, 0-100 km/h                  | 7,3 mp                                   | 6,4 mp                                   | 6,3 mp                                   | 6,4 mp                                   | 4,7 mp                                   | 4,2 mp                                   | 3,5 mp                                   | 3,3 mp                                   |
| Energiafogyasztás 100 km-enként (WLTP) | 16,0–18,8 kWh                            | 16,0–18,8 kWh                            | 17,5–20,8 kWh                            | 15,9–18,7 kWh                            | 17,5–20,9 kWh                            | 19,6–22,4 kWh                            | 20,2–22,6 kWh                            | 20,2–22,6 kWh                            |
| Max. töltési teljesítmény (AC)         | 11 kW (22 kW opcionális)                 | 11 kW (22 kW opcionális)                 | 11 kW (22 kW opcionális)                 | 11 kW (22 kW opcionális)                 | 11 kW (22 kW opcionális)                 | 11 kW (22 kW opcionális)                 | 11 kW (22 kW opcionális)                 | 11 kW (22 kW opcionális)                 |
| Max. töltési teljesítmény (DC)         | 170 kW                                   | 170 kW                                   | 170 kW                                   | 170 kW                                   | 170 kW                                   | 170 kW                                   | 170 kW                                   | 170 kW                                   |
| Az akkumulátor típusa                  | Lítium-ion akkumulátor                   | Lítium-ion akkumulátor                   | Lítium-ion akkumulátor                   | Lítium-ion akkumulátor                   | Lítium-ion akkumulátor                   | Lítium-ion akkumulátor                   | Lítium-ion akkumulátor                   | Lítium-ion akkumulátor                   |
| Az akkumulátor-kapacitása              | 89,0 kWh                                 | 89,0 kWh                                 | 90,6 kWh                                 | 90,6 kWh                                 | 90,6 kWh                                 | 90,6 kWh                                 | 90,6 kWh                                 | 90,6 kWh                                 |
| Hatótávolság (WLTP)                    | 550–639 km                               | 550–639 km                               | 507–597 km                               | 567–654 km                               | 505–596 km                               | 463–534 km                               | 459–526 km                               | 459–526 km                               |

## Fordítás
Ez a szócikk részben vagy egészben  a   Mercedes-Benz V 295 című német Wikipédia-szócikk ezen változatának fordításán alapul.  Az eredeti cikk szerkesztőit annak laptörténete sorolja fel. Ez a jelzés csupán a megfogalmazás eredetét és a szerzői jogokat jelzi, nem szolgál a cikkben szereplő információk forrásmegjelöléseként.